# Haroun Kabadi
Haroun Kabadi (en árabe: هارون كبادي‎ Hārūn Kabādī; n. 29 de abril de 1949) es un político chadiano. Fue primer ministro de Chad desde junio de 2002 hasta junio de 2003 y presidente de la Asamblea Nacional del Chad desde junio de 2011 hasta abril de 2021.

## Vida política
Kabadi es miembro del Movimiento de Salvación Patriótica (MPS). Desde enero de 1998 hasta julio de 1998, fue ministro de Comunicaciones y Portavoz del Gobierno. Luego se convirtió en director gerente de la Société cotonnière du Tchad, la empresa de algodón paraestatal, antes de ser nombrado primer ministro el 12 de junio de 2002. En junio de 2002, mientras leía su programa de gobierno a la Asamblea Nacional, Kabadi colapsó, según informes debido a la presión arterial alta y olvidando su medicación; se recuperó rápidamente después de ser llevado a otra habitación. Permaneció como primer ministro durante un año hasta que el presidente Idriss Déby designó a Moussa Faki para reemplazarlo en junio de 2003.
El 4 de marzo de 2007, fue nombrado ministro de Estado para la Agricultura, Sirviendo en ese puesto hasta que fue reemplazado en el gobierno nombrado el 23 de abril de 2008.
Kabadi también se desempeñó como secretario general de la Presidencia por un tiempo. Fue elegido para reemplazar a Nagoum Yamassoum como secretario general del MPS en enero de 2011. Elegido para un asiento en la Asamblea Nacional en las elecciones parlamentarias de febrero de 2011.

### Presidente de la Asamblea Nacional
Fue elegido presidente de la Asamblea Nacional en junio de 2011. Adrien Beyom sucedió a Kabadi como secretario general del MPS en octubre de 2012 en el quinto congreso del partido.
En octubre de 2021, Haroun Kabadi fue nombrado presidente del Consejo Nacional de Transición, el parlamento provisional designado por la junta gobernante desde la muerte de Idriss Déby en abril de 2021.
El 4 de marzo de 2025 fue designado senador por el presidente de la República. El 7 de marzo de 2025 fue nombrado Presidente del Senado.